# Dòba

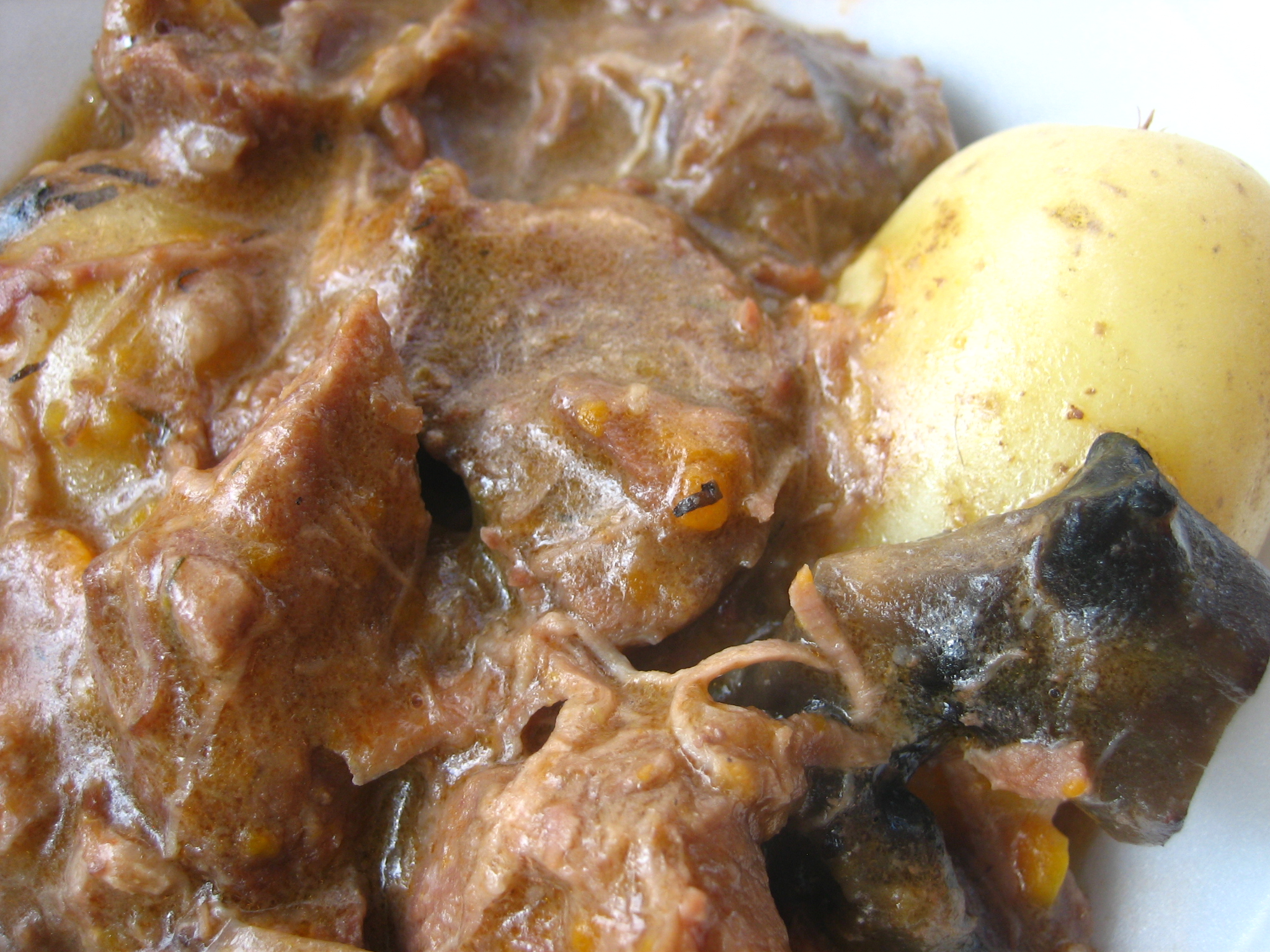
Bou en dòba

La doba o adoba o bou a la doba/a l'adoba (en occità dòba o adòba, en francès daube), és un clàssic estofat de la cuina occitana de la regió de Provença. S'elabora amb carn de bou (o de toro) tallada en trossos i prèviament adobada en vi negre (del verb adobar). Després es brasa afegint-hi vi negre, pastanagues, all, olives negres i herbes de Provença. Encara que la majoria de les receptes tradicionals usen vi negre, algunes persones prefereixen emprar vi blanc, que li confereix una aroma més lleugera. Se serveix tradicionalment amb pasta o patates (cuites, rostides o en puré), i s'acompanya amb vi negre.
Diverses variants afegeixen també prunes, vinagre, brandi, lavanda, nou moscada, canyella, clau, baies de ginebre o pell de taronja. A les regions occitanes de l'oest la carn s'ofega en greix d'ànec. Per a aconseguir una més bona sabor es deixa refredar durant un dia abans de ser consumit, per a permetre que les sabors es barregin. A la regió occitaba de la Camarga, els toros morts durant els correbous s'usen sovint per a elaborar dòba. A la regió d'Avinyó, la dòba es fa amb carn de xai i s'adoba i cuina en vi blanc.